# Enrique Rambal García
Enrique Rambal García (Utiel, Valencia, 21 de septiembre de 1889 - Valencia, 9 de mayo de 1956) fue un actor y director de teatro español, padre del actor Enrique Rambal Sacía. Dramaturgos como Alfredo Marqueríe o Fernando Fernán Gómez le han considerado uno de los renovadores del montaje teatral en España y América, maestro del melodrama y empresario teatral especializado en grandes espectáculos de género policíaco o folletinesco.

## Biografía
Nacido en Utiel donde su padre estaba destinado como jefe de estación de la línea de ferrocarriles, su familia se trasladó luego a Valencia, donde Rambal entraría como aprendiz de cajista de una imprenta.
Aficionado a los folletines que publicaba el diario Pueblo, y descubierto cuando actuaba en la sociedad “El Micalet”, fue contratado por Manuel Llorens (18?-1910), cuya compañía se especializaba en montar sainetes de Eduardo Escalante. Al fallecer Llorens de forma repentina en 1910, fue determinante al parecer el matrimonio de Rambal con la primera actriz de la compañía, Justa Revert Ramón, para que se pusiera al frente de la compañía a pesar de su juventud (un año después la pareja se separaría y la compañía se disolvió).
En 1915, Rambal formó nueva compañía con Carlota Plá como primera actriz (muy popular en el teatro Eslava valenciano). Tras un primer periodo de lucrativas producciones en España y el Norte de África, se asoció con el empresario andaluz Tomás Álvarez Angulo, creando la Compañía dramática de obras policíacas, norteamericanas y de gran espectáculo Rambal con la que daría el gran salto a las Américas.
Tras unirse en matrimonio con la actriz Justa Revert, sin embargo construyó su vida familiar con la actriz Concepción Sacía Landi, con quien tuvo tres hijos, Conchita, que moriría en 1931, Enriqueta y Enrique que continuaron la saga teatral de los Rambal.
En 1935 se le vuelve a documentar de gira por España, y en 1936 se encontraba en Valencia al estallar la Guerra Civil Española. Colaboró con el gobierno legítimo de la República como responsable de las compañías que actuaban en los teatros valencianos (el Principal y el de la Libertad). A pesar de esas actividades, terminada la contienda, Rambal permaneció en Valencia continuando su trabajo y en julio de 1939 se llevó la compañía a Sevilla, hasta casi finalizar ese año continuando luego la gira por España. En el periodo de la posguerra española, Rambal supo utilizar en su favor la creciente competencia del cine creando montajes que llevaban al teatro los estrenos del cinematográficos. En ese periodo incorporó a su hijo Enrique como primer actor del repertorio. Para hacer frente a la crisis del teatro, viajó de nuevo a América. Pero su gira americana de 1950 y 1951, llevó a la compañía definitivamente a la ruina y tuvo que regresar a España. Su hijo Enrique, sin embargo, se quedó en México, donde pronto se hizo muy popular tanto en los escenarios como en el emergente cine mexicano.
Regresó a España en 1952, y «acosado por las deudas», se instaló en la ciudad de Valencia, donde falleció a los 66 años de edad, al ser atropellado por una motocicleta en la Plaza de América, de Valencia.
También ha quedado noticia de que con él se formaron actores como Ismael Merlo, Carlos Lemos y Fernando Fernán Gómez. De entre sus mejores producciones se citan Cyrano de Bergerac, Rocambole, El jorobado (o Enrique de Lagardere), Miguel Strogoff, El correo del zar, Fabiola, Fantomas, El mártir del calvario (con más de cinco mil representaciones), El conde de Montecristo, o Chu-Chin-Chown (producción que costó 650.000 pesetas en la década de 1920). Se le atribuyen casi ochocientos montajes teatrales, 18 giras por América y un total de 1.789 montajes. Su participación como actor de cine se reduce a una única incursión en el cine sonoro, en 1934, como protagonista de la película El desaparecido, dirigida por el italiano Antonio Graciani.

## Valoraciones
Marqueríe en 1969 escribía sobre él que tuvo muchos imitadores «sin que ninguno llegara a alcanzar su popularidad y sufama, a pesar de las caricaturas que de él se hacían, y de cierto defecto de vocalización». Por su parte, Fernán Gómez anota en sus memorias (1998) que «en los locales en que Rambal actuaba podían verse las grandes películas en pantalla gigante, con actores de carne y hueso, en colores y con sonido, con diálogos».